# AVL stablo
AVL-stablo je struktura podataka koja se koristi u računarstvu. Radi se o balansiranom binarnom stablu pretrage, koje jamči da se operacije umetanja, traženja i brisanja elemenata iz stabla i u najgorem slučaju mogu sprovesti u broju koraka koji odgovara logaritmu broja elemenata u stablu, O(log n). Motiv za korištenje binarnih stabala upravo je brza pretraga stabla, ali kod uobičajenog, nebalansiranog binarnog stabla može doći do debalansa (neka grana stabla se značajnije izduži), i onda pretraga koja ide kroz tu granu nema logaritamsku, već linearnu složenost.
AVL-stablo je dobilo ime po izumiteljima (G.M. Adelson-Velskii i E.M. Landis) koji su opisali ovu strukturu 1962. u radu Algoritam za organiziranje podataka (An algorithm for the organization of information).
Definicija AVL-stabla glasi:
AVL-stablo je binarno stablo pretrage kod kojeg apsolutna razlika visina lijevog i desnog podstabla svakog elementa nije veća od jedan.

## Balansiranje i rotacije
Balansiranost AVL stabla provodi se pomoću tzv. faktora balansiranja. Faktor balansiranja je razlika visine lijevog i desnog podstabla lista. Prema definiciji AVL stabla, faktor balansiranja svakog lista mora biti između -1 i 1 da bi stablo bilo u balansu. U slučaju da prilikom brisanja ili unosa listova uočimo da je on 2 ili -2 (ne može biti niži ili viši ako se ispravno balansira), moramo provesti rotaciju. Ako je faktor jednak 2, podstablo naginje na lijevo, inače naginje na desno.
Postoje četiri vrste debalansova: 
- LL debalans
- RR debalans
- LR debalans

- RL debalans

Slova L (left) i R (right) označavaju u koju stranu je umetnut list stabla. Na primjer, ako je list X u LR debalansu, to znači da je novi list umetnut u desno podstablo X-ovog lijevog djeteta. 
Za implementaciju rotacije potrebna su tri (četiri) lista: 
1. X (kritični list u kojemu je faktor balansiranja >1 ili <-1),
2. X-ovo lijevo (LL, LR debalans) ili desno dijete (RR, RL debalans)
3. Lijevo (LL, RL debalans) ili desno (RR, LR debalans) dijete prethodnog lista
4. Roditelj kritičnog lista (prilikom rotacije X više nije na vrhu - stoga kao dijete roditelja moramo postaviti odgovarajuće dijete kritičnog lista)

Svaki debalans se rješava posebnom rotacijom: LL debalans rješava se desnom rotacijom oko kritičnog lista, RR debalans lijevom, LR dvostrukom lijevo-desnom rotacijom prvo oko srednjeg lista, a zatim kritičnog lista relevantne trojke te RL dvostrukom desno-lijevom rotacijom prateći logiku prethodne LR rotacije. Desno-lijeve i Lijevo-desne rotacije mogu se obaviti jednostavnijim postupkom vidljivim u trećem programskom isječku.
Napomena: ako spremimo i ispravno podesimo djecu relevantnih listova, nije bitno da li se balans dogodio na vrhu ili drugdje u stablu zbog toga što će se ispravnim postavljanjem djece njihova podstabla ispravno postaviti u odnosu na ostale listove stabla. Na primjer, u slučaju da se list unese 10 razina ispod nekog lista X koji je postao kritičan, relevantna trojka su i dalje X, njegovo dijete i dijete njegovog djeteta, zbog toga što je X kritični list. 

## Implementacija u kodu (C++)
Preduvjeti:
```
class
 
AVL_Stablo
    
// minimalističko stablo

{

private
:

    
struct
 
Node

    
{

    	
Node
*
 
lijevo
;

    	
Node
*
 
desno
;

    

    	
long
 
visinaLijevo
;
  
// broj razina lijevog podstabla + 1

    	
long
 
visinaDesno
;

    

    	
inline
 
long
 
visina
()

    	
{

    		
if
 
(
visinaLijevo
 
>
 
visinaDesno
)

    			
return
 
visinaLijevo
;

    		
return
 
visinaDesno
;

    	
}

    	
inline
 
int
 
faktorBalansiranja
()

    	
{

    	    
return
 
visinaLijevo
 
-
 
visinaDesno
;

    	
}

    
};

    
Node
*
 
vrh
;

    

    
bool
 
desnaRotacija
(
Node
*
 
A
,
 
Node
*
 
B
,
 
Node
*
 
C
,
 
Node
*
 
roditelj
);

    
bool
 
lijevoDesnaRotacija
(
Node
*
 
A
,
 
Node
*
 
B
,
 
Node
*
 
C
,
 
Node
*
 
roditelj
);

    
// dodati lijevu i desno-lijevu rotaciju pomoću drugog i trećeg programskog koda

public
:

    
// ostatak klase

};

```

Desna rotacija pozvana prilikom LL debalansa, faktorBalansiranja = 2 (prema istoj logici je izvedena i lijeva rotacija uzrokovana RR debalansom):
```
bool
 
AVL_Stablo::desnaRotacija
(
Node
*
 
A
,
 
Node
*
 
B
,
 
Node
*
 
C
,
 
Node
*
 
roditelj
)

{

    
/*roditelj          roditelj

      A                B

     B      postaje  C   A

    C x                 x

    

    "x" je relevantno dijete koje mijenja roditelja (iz B->desno u A->lijevo)

    netaknuto:

    A->desno

    C->lijevo

    C->desno

    

    promjene:

    B->desno postaje A

    A->lijevo postaje izvorni B->desno

    roditeljevo lijevo ili desno dijete postaje B (provjerom utvrditi je li A bio roditelj->lijevo ili roditelj->desno)

    */

	
if
 
(
!
A
 
||
 
!
B
 
||
 
!
C
)
		
// svi moraju biti != nullptr

	
{

		
return
 
false
;
   
// neuspješna rotacija

	
}

	
Node
*
 
Bd
 
=
 
B
->
desno
;

	
B
->
desno
 
=
 
A
;

	
A
->
lijevo
 
=
 
Bd
;

    
// Ako Bd != nullptr, pozovi visinu. Inače, vrati 0

	
A
->
visinaLijevo
 
=
 
(
Bd
 
?
 
Bd
->
visina
()
 
:
 
0
)
 
+
 
1
;

	
B
->
visinaDesno
 
=
 
A
->
visina
()
 
+
 
1
;

	
if
 
(
roditelj
 
!=
 
nullptr
)
    
// roditelj == nullptr samo kada je A ishodišni list (this->vrh)

	
{

		
if
 
(
A
 
==
 
roditelj
->
lijevo
)

		
{

			
roditelj
->
lijevo
 
=
 
B
;

		
}

		
else
 
if
 
(
A
 
==
 
roditelj
->
desno
)

		
{

			
roditelj
->
desno
 
=
 
B
;

		
}

	
}

	
else
 
if
 
(
this
->
vrh
 
==
 
A
)
    
// ishodišni list je bio u debalansu

	
{

		
this
->
vrh
 
=
 
B
;
          
// postavi B kao novi ishodišni list

	
}

	
return
 
true
;

}

```

Unatoč tome što se LR i RL debalansi rješavaju tzv. "dvostrukim" rotacijama, umjesto dvostrukog rotiranja možemo odmah napraviti zamjene koje će rezultirati jednakim, ali kompaktnijim rješenjem vidljivim u sljedećem programskom kodu.

Primjer dvostruke lijevo-desne rotacije nastale prilikom LR debalansa, faktorBalansiranja = 2 (rotacija RL debalansa prati istu logiku):
```
bool
 
AVL_Stablo::lijevoDesnaRotacija
(
Node
*
 
A
,
 
Node
*
 
B
,
 
Node
*
 
C
,
 
Node
*
 
roditelj
)

{

	
/* roditelj             roditelj

	    A				    C

	  B			postaje   B   A

	   C                   x x

	  x x

	  

	"x" označava relevantnu djecu (podstabla)

    netaknuta djeca:

    B->lijevo

    A->desno

    

    promjene:

    C->lijevo postaje B

    C->desno postaje A

    B->desno postaje C->lijevo

    A->lijevo postaje C->desno

    roditelj->lijevo ILI roditelj->desno postaje C (ne znamo je li A bio lijevo ili desno dijete)

	*/

	

	
if
 
(
!
A
 
||
 
!
B
 
||
 
!
C
)
		
// niti jedan list ne bi trebao biti nullptr

	
{

		
return
 
false
;

	
}

	
Node
*
 
Cl
 
=
 
C
->
lijevo
;
       
// moramo spremiti za referencu

	
Node
*
 
Cd
 
=
 
C
->
desno
;

	
C
->
lijevo
 
=
 
B
;

	
C
->
desno
 
=
 
A
;

	
B
->
desno
 
=
 
Cl
;

	
A
->
lijevo
 
=
 
Cd
;

	
B
->
visinaDesno
 
=
 
(
Cl
 
?
 
Cl
->
visina
()
 
:
 
0
)
 
+
 
1
;

	
// Za Cl i Cd nismo sigurni jesu li nullptr

	
// Stoga: ako nisu - pozovi njihovu visinu, inače - vrati 0

	
A
->
visinaLijevo
 
=
 
(
Cd
 
?
 
Cd
->
visina
()
 
:
 
0
)
 
+
 
1
;

	
C
->
visinaLijevo
 
=
 
B
->
visina
()
 
+
 
1
;

	
C
->
visinaDesno
 
=
 
A
->
visina
()
 
+
 
1
;

	
if
 
(
roditelj
)
   
// ako nije parent nullptr, najviši list nije == this->vrh

	
{

		
if
 
(
A
 
==
 
roditelj
->
lijevo
)
  
// ako je najviši list lijevo dijete njegovog roditelja

		
{

			
roditelj
->
lijevo
 
=
 
C
;

		
}

		
else
 
if
 
(
A
 
==
 
roditelj
->
desno
)
  
// ako je najviši list desno dijete njegovog roditelja

		
{

			
roditelj
->
desno
 
=
 
C
;

		
}

	
}

	
else
    
// najviši list nema roditelja, što znači da je izvorno debalansirani list bio

	
{
       
// this->vrh te zbog toga sada moramo postaviti novi vršni list

		
this
->
top
 
=
 
C
;

	
}

	
return
 
true
;

}

```